# Ortigueira (kommun i Brasilien)
Ortigueira är en kommun i Brasilien.   Den ligger i delstaten Paraná, i den södra delen av landet, 1 000 km söder om huvudstaden Brasília. Antalet invånare är 23 364.
Följande samhällen finns i Ortigueira:
- Ortigueira

I omgivningarna runt Ortigueira växer i huvudsak städsegrön lövskog. Runt Ortigueira är det glesbefolkat, med 9 invånare per kvadratkilometer.